# 萩野昇
萩野 昇（はぎの のぼる、1915年11月20日 - 1990年6月26日）は、 日本の医師。イタイイタイ病の命名者。医師で詩人の萩野卓司は弟。

## 来歴
長崎県に、医師・萩野茂次郎の長男として生まれる。1940年に旧制金沢医科大学（現・金沢大学医学部）を卒業し、同病理学教室の研究生となる。同年10月に応召入隊。1946年中国より復員し、富山県婦中町（現・富山市）の実家の「萩野病院」を継ぐ。
萩野を待ち受けていたのは、苦痛のあまり「痛い！痛い！」と叫ぶ、原因不明の奇病に苦しむ多くの女性患者たちであった。足は何箇所も折れ曲がり、満足に歩くことができない。診断しようと腕を取っただけで骨折してしまう。「風土病」「業病」と恐れられ、やがて家族からも遠ざけられながら、脳は冒されないため意識だけは明瞭なままで、激痛に悶えながら衰弱死に至る。家庭崩壊の悲劇も相次いでいた。
萩野は早速原因究明に動き、外部の研究者たちと共同研究を行った。しかし、過労説、栄養失調説と、いずれの仮説も萩野を納得させなかった。やがて疫学調査から患者の発生地域を神通川流域と特定、1957年第12回富山県医師会で鉱毒説を発表する。その後、岡山大学教授の小林純や農学者の吉岡金市の助力を得て研究を進め、1961年6月、第34回日本整形外科学会において、三井金属鉱業神岡鉱山から排出されるカドミウムが原因であると発表する。
「カドミウム原因説」発表後、萩野を取り巻く状況は一変する。「田舎医者に何が分かる」「売名のためのPRだ」と罵声が浴びせられ、地元からも「嫁のきてが無くなる」「米が売れなくなる」と白眼視される。「萩野は砂利トラックに撥ねられて死ぬだろう」との風評が飛びかい、患者の元には白衣の男たちが現われて「鉱毒説に関わると大変なことになる」と脅迫した。萩野は荒れ、富山市内に繰り出しては飲み歩く日々が続いた。しかし翌1962年に妻・茂子を亡くしてからは、酒もゴルフも一切絶ち、再び研究に打ち込んだ。
1968年5月8日、厚生省はイタイイタイ病を公害病と認定した。同年日本医師会最高優功賞、朝日賞を受賞。
1990年6月26日、敗血症のため死去。享年74。